# Afracantha camerunensis
Afracantha camerunensis là một loài nhện trong họ Araneidae.
Loài này thuộc chi Afracantha. Afracantha camerunensis được Tord Tamerlan Teodor Thorell miêu tả năm 1899.